# Josef Hauber
Josef Hauber (* 1944 in  Rainau-Buch) ist ein deutscher Kirchenmusiker (Organist) und Komponist.

## Lebenslauf
Von 1964 bis 1967 studierte er an der Kirchenmusikschule Regensburg, unter anderem bei Oskar Sigmund und Karl Norbert Schmid. Nach dem Studium arbeitete er drei Jahre als Dompfarrorganist und Stimmbildner des Chores in Bamberg. Ab 1970 folgte ein weiteres Studium an der Musikhochschule München, u. a. bei Franz Lehrndorfer, Edgar Krapp, Fritz Schieri und Peter Kiesewetter, das er 1975 mit der künstlerischen Staatsprüfung (A-Examen Kirchenmusik) und als staatlich geprüfter Musiklehrer (Musikpädagogik) abschloss. Zeitgleich war er Chorregent der Stadtpfarrei St. Andreas in München.
1976 folgte Josef Hauber dem Ruf, an der Basilika St. Ulrich und Afra (Augsburg) Chordirektor zu werden; 1999 wurde ihm ein  Lehrauftrag der Musikhochschule Augsburg-Nürnberg und der Diözese Augsburg (C-Kurse: Chorische Stimmbildung und Dirigieren) erteilt.
Im Oktober 2001 erhielt er den päpstlichen Orden pro ecclesia et pontifice, eine der höchsten Auszeichnungen für die Verdienste um die Römisch-katholische Kirche. Zudem ist er seit 2004 Preisträger des Kulturförderpreises der Stadt Königsbrunn. In seinem beruflichen Ruhestand leitete er von September 2006 bis 2017 den örtlichen Gesangverein Liederkranz/Vox Corona.

## Kompositionen (Auswahl)
- Magnificat-Messe zur Einweihung der Kirche Maria unterm Kreuz in Königsbrunn (1993)[2]
- Deutsche Bläsermesse in Es
- Deutsche Händel-Messe (1985)
- Ökumenische Vesper zum Jahr 2000
- laudes afrae – Lobgesang nach der Vorlage des Afra-Offiziums von Hermannus Contractus (2004)
- Glockenkantate
- Liedkantaten: Ulrichskantate, Afrakantate, Simpertkantate
- Orchestermesse „Sanctus-Benedictus“, uraufgeführt zum 70. Geburtstag am Pfingstsonntag, 8. Juni 2014[3]